# Wargame: AirLand Battle
Wargame: AirLand Battle est un jeu vidéo de stratégie en temps réel développé par Eugen Systems et publié par Focus Home Interactive le 29 mai 2013 sur Windows,, et OS X. Celui-ci place le joueur en plein milieu d'un conflit fictif se déroulant entre 1975 et 1985 en Scandinavie. Le Pacte de Varsovie et l'OTAN s'y affrontent en utilisant 828 unités distinctes pour l'emporter, en solo dans une campagne au tour par tour ou dans des joutes en ligne opposant jusqu'à 20 joueurs.

## Campagne Solo
1. 1985 - Die Hard
Alors qu'en Europe le Pacte de Varsovie gagne, au Danemark, la possibilité de déploiement de l'OTAN inquiète le Pacte.
2. 1985 - Forteresse Oslo
En Europe l'OTAN a repris l'avantage et envoie des unités pour libérer la Scandinavie.
3. 1985 - Joukov-2
L'OTAN arrive sur Berlin et le Pacte détecte la réorganisation de l'OTAN en Scandinavie pour faire relâcher la pression en Europe. Le Pacte contre attaque.
4. 1985 - Guerre du Nord
L'OTAN est encerclé en Scandinavie et la Suède se fait attaquer par le Pacte. Elle entre dans l'OTAN qui doit tenir le temps que les renforts arrivent.

### Factions
OTAN
- États-Unis
- France
- Royaume-Uni
- RFA
- Danemark
- Suède
- Norvège
- Canada

Pacte de Varsovie
- URSS
- RDA
- Pologne
- Tchécoslovaquie

## Suite
La suite de ce jeu est Wargame: Red Dragon, un jeu qui se déroule en Asie et qui est sorti le 17 avril 2014.